# Ethel Catherwood
Ethel Mary Catherwood (Hannah, 28 aprile 1908 – 26 settembre 1987) è stata un'altista canadese, vincitrice della medaglia d'oro ai Giochi olimpici di Amsterdam nel 1928.

## Biografia
Nata e cresciuta nello Stato del Dakota del Nord (USA) studiò a Saskatoon, eccelleva negli sport in particolare atletica, baseball e pallacanestro. Partecipò alla prima edizione delle olimpiadi aperte anche alle donne conquistando l'oro nella gara di salto in alto. Durante le gare venne soprannominata Saskatoon Lily. Supero l'olandese Carolina Gisolf a cui andò l'argento. Al suo ritorno rifiutò l'offerta di partecipare ad un film e si sposò.

## Palmarès
| Anno | Manifestazione            | Sede      | Evento        | Risultato | Prestazione | Note |
| ---- | ------------------------- | --------- | ------------- | --------- | ----------- | ---- |
| 1928 | Giochi della IX Olimpiade | Amsterdam | Salto in alto | Oro       | 1,595       | WR   |

## Riconoscimenti
- Canada's Sports Hall of Fame, 1955